# Diocese de Foz do Iguaçu
A Diocese de Foz do Iguaçu (Dioecesis Iguassuensis) é uma diocese localizada na cidade de Foz do Iguaçu, na província eclesiástica de Cascavel, no Estado do Paraná, Brasil.
Foi criada pelo Papa Paulo VI a 5 de maio de 1978, com a bula De Christiani Populi. Desmembrando da Diocese de Toledo, foi instalada a 26 de agosto de 1978, com a posse de seu primeiro bispo, Dom Olívio Aurélio Fazza. A Diocese de Foz do Iguaçu possui atualmente 28 paróquias e três Áreas Pastorais. O número de sacerdotes na Diocese é de aproximadamente 55.
A diocese é sufragânea à Arquidiocese de Cascavel e integra o Regional Sul 2 da CNBB.

## Bispos
|        | Nome                     | Período   | Notas       |
| Bispos | Bispos                   | Bispos    | Bispos      |
| ------ | ------------------------ | --------- | ----------- |
| 4°     | Sérgio de Deus Borges    | 2019      | Atual       |
| 3º     | Dirceu Vegini †          | 2010-2018 | In Memorian |
| 2º     | Laurindo Guizzardi, SC † | 2002-2010 | In Memorian |
| 1º     | Olívio Aurélio Fazza †   | 1978-2002 | In Memorian |

## Municípios
A Diocese de Foz do Iguaçu abrange os seguintes municípios: Foz do Iguaçu, Santa Terezinha de Itaipu, São Miguel do Iguaçu, Serranópolis do Iguaçu, Matelândia, Medianeira, Santa Helena, Missal, Itaipulândia, Ramilândia, Céu Azul, Vera Cruz do Oeste, Diamente d'Oeste e São José das Palmeiras.